# Спинско стакло
Спинско стакло у физици назив је за магнетне материјале код којих је оријентација магнетних спинова неуређена. Израз потиче из аналогије са структуром стакла, која је аморфна, те је неуређена у односу на конфигурацију кристалне решетке.
Спинско стакло има унутрашњу структуру која се налази у метастабилном стању, зато што је енергија код неуређене конфигурације виша од енергије основног стања, која одговара потпуно уређеном феромагнетном стању.
Интеракције између атома у спинском стаклу су јако комплексне, те се при оперативном раду са моделима спинског стакла најчешће претпоставља да су оријентације спинова случајно одређене.

## Магнетне особине спинског стакла
При експерименталном испитивању материјала са неуређеном спинском структуром, уочена су необична магнента понашања. Сусцептибилност спинских стакала зависи од температуре релативно правилно као и парамагнетици до критичне температуре од неколико Келвина. Испод те температуре понашање није било правилно.
На температурама изнад критичне, сусцептибилност не зависи од фреквенције, али је утврђено и правилно понашање сусцептибилности на температурама нижим од критичне у временски променљивим магнетним пољима. С обзиром да сусцептибилност расте са све нижим вредностима фреквенције, теоријски се очекује да на критичној температури долази до фазног прелаза.

## Едвард-Андерсонов модел
Едвард-Андерсоновим моделом, Хамилтонијан спинског система је претпостављен у облику:
{\displaystyle H=-\sum _{<ij>}J_{ij}S_{i}S_{j},}
где {\displaystyle S} одговара матрици спина атома, а сумира се по најближим суседним атомима у решетки.